# Rémi Bourdin
Rémi Bourdin (* 2. Oktober 2001), bekannt unter dem Spitznamen „Mouss“, ist ein französischer Skilangläufer.

## Werdegang
Bourdin, der für den Ski Club Frasne-Drugeon im französischen Jura startet und mittlerweile in Pontarlier wohnhaft ist, nahm von 2017 bis 2021 an U18 und U20-Rennen im Alpencup teil und belegte bei den Junioren-Skiweltmeisterschaften 2021 in Vuokatti den 41. Platz im Sprint, den 14. Rang über 10 km Freistil sowie den zehnten Platz mit der Staffel. Im Dezember 2021 startete er in Ulrichen erstmals im Alpencup, wobei er 34. Platz im Sprint, den 23. Platz über 15 km klassisch und den 11. Platz im 15-km-Massenstartrennen errang. In der Saison 2022/23 erreichte er in dieser Rennserie mit dritten Plätzen im Massenstartrennen in Campra über 20 km sowie in Prémanon über 10 km seine ersten Podestplatzierungen und zum Saisonende den dritten Platz in der Gesamtwertung. Bei den U23-Weltmeisterschaften 2023 in Whistler lief er auf den 16. Platz über 10 km Freistil, auf den 14. Rang im Sprint und auf den fünften Platz im 20-km-Massenstartrennen. Nachdem er zu Beginn der Saison 2023/24 im Sprint in Ulrichen seinen ersten Sieg im Alpencup holen konnte und über 10 km klassisch den zweiten Platz belegte, nahm er bei der Tour de Ski 2023/24 erstmals am Skilanglauf-Weltcup teil. Dabei holte er in Toblach mit dem 19. Platz im Sprint seine ersten Weltcuppunkte und erreichte in Davos mit dem achten Platz in der Verfolgung zu seiner großen Überraschung seine erste Top-Zehn-Platzierung. Die Tour beendete er auf dem 23. Gesamtrang.

## Siege bei Continental-Cup-Rennen
| Nr. | Datum            | Ort        | Disziplin                       | Serie    |
| --- | ---------------- | ---------- | ------------------------------- | -------- |
| 1.  | 8. Dezember 2023 | Ulrichen   | Sprint klassisch                | Alpencup |
| 2.  | 24. Februar 2024 | Schilpario | 10 km klassisch Individualstart | Alpencup |
| 3.  | 15. März 2024    | Toblach    | Sprint klassisch                | Alpencup |